# Circuit de Flandre centrale
Le Circuit de Flandre centrale (ou Omloop van Midden-Vlaanderen) est une course cycliste belge,
disputée de 1936 à 1990, autour de la ville de Deinze située dans la province de Flandre-Orientale en Région flamande.

## Palmarès
| Année     | Vainqueur                           | Deuxième                 | Troisième                                  |
| --------- | ----------------------------------- | ------------------------ | ------------------------------------------ |
| 1936      | Maurice Raes                        | Michel D'Hooghe          | Gerrit van de Ruit (nl)                    |
| 1937      | Louis Noens                         | Roger Vandendriessche    | Michel D'Hooghe                            |
| 1938      | Auguste Toubeau                     | Sylvain Grysolle         | Michel Hermie                              |
| 1939      | Marcel Claeys (it)                  | Georges Christiaens      | Maurice Desimpelaere ou Gerard Delepeleire |
| 1940-1944 | Pas organisé                        |                          |                                            |
| 1945      | André Maelbrancke                   | Michel Remue             | André Pieters                              |
| 1946      | Richard Depoorter                   | Achiel Buysse            | Achiel De Backer ou Roger De Corte         |
| 1947      | André Rosseel                       | Michel Remue             | Lucien Mathys (nl)                         |
| 1948      | Achiel Buysse                       | Michel Remue             | André Pieters                              |
| 1949      | Roger De Corte                      | Lucien Mathys (nl)       | Gaston De Wachter                          |
| 1950      | René Mertens                        | Henk de Hoog (nl)        | Henri Bauwens                              |
| 1951      | Roger De Corte                      | Jozef De Feyter          | Louis Brusselmans                          |
| 1952      | Lucien Mathys (nl)                  | Constant Verschueren     | Frans Viskens                              |
| 1953      | Willem Labaere ou Guillaume Labaere | Henri Van Kerckhove      | René Meeuwis                               |
| 1954      | Julien Van Dijcke                   | Boudewijn Devos          | Roger Wyckstand                            |
| 1955      | Henri Denys                         | Lucien De Munster        | Boudewijn Devos                            |
| 1956      | Germain Derijcke                    | Julien Schepens          | Norbert Kerckhove                          |
| 1957      | André Noyelle                       | René Mertens             | André Auquier                              |
| 1958      | Arie van Wetten (nl)                | Michel Van Aerde         | Florent Rondelé                            |
| 1959      | Norbert Kerckhove                   | Léopold Rosseel          | Lucien De Munster                          |
| 1960      | Roger Decock                        | Karel Clerckx            | Daniel Doom                                |
| 1961      | André Messelis                      | Piet Rentmeester         | André Noyelle                              |
| 1962      | André Messelis                      | Arthur Decabooter        | Frans De Mulder                            |
| 1963      | Maurice Meuleman                    | Benoni Beheyt            | Gustaaf De Smet                            |
| 1964      | Jaak De Boever                      | Arthur Decabooter        | Edward Sels                                |
| 1965      | Benoni Beheyt                       | Yvo Molenaers            | Arthur Decabooter                          |
| 1966      | Louis Proost                        | Hugo Scrayen             | Henri Pauwels                              |
| 1967      | Joseph Mathy                        | Theo Verschueren         | Jozef Boons                                |
| 1968      | Patrick Sercu                       | Bernard Van De Kerckhove | Émile Bodart                               |
| 1969      | Willy Planckaert                    | Jaak De Boever           | Roger Cooreman                             |
| 1970      | Willy Planckaert                    | Pol Mahieu               | Walter Boucquet                            |
| 1971      | Fernand Hermie                      | Émile Cambré             | Joop Zoetemelk                             |
| 1972      | Frans Kerremans                     | Aimé Delaere             | Ghislain Van Landeghem                     |
| 1973      | Eddy Peelman                        | Romain Maes              | Willy Van Malderghem                       |
| 1974      | Freddy Maertens                     | Fedor den Hertog         | Jan Van De Wiele                           |
| 1975      | Luc Leman                           | Bernard Draux            | Hervé Vermeeren                            |
| 1976      | Eric Leman                          | Marc Renier              | Eric Jacques                               |
| 1987      | Gino Primo                          | Johnny Dauwe             | Rudi Vingerhoets                           |
| 1989      | Roger Van den Bossche               | Didier Priem             | Guy Van Hese                               |
| 1990      | Didier Priem                        | Nico Vandenabeele        | Guido De Smet                              |